# Klinger
Klinger – sztuczny zbiornik wodny w Górach Szczawnickich na Słowacji, ok. 1 km na południowy zachód od centrum Bańskiej Szczawnicy. Jeden z mniejszych dawnych tajchów (z niem. der Teich – staw) – sztucznych zbiorników piętrzących wodę do napędzania maszyn i urządzeń górniczych i hutniczych w historycznym bańskoszczawnickim rewirze górniczym.
Zbiornik wybudowano na północnym stoku wzgórza Vtáčnik (800 m n.p.m.) na początku drugiej połowy XVIII w., według projektu Jozefa Karola Hella. Po raz pierwszy wspomniany został w 1765 r. Nazwę Tajch Klinger (lub Klingerštôlniansky tajch) otrzymał od nazwy sztolni, poniżej ujścia której został wybudowany. W roku 1829 zapora została rozebrana, po czym do roku 1833 z uzyskanego z niej materiału zbudowano nową tamę, która była usytuowana nieco poniżej starej i nieco od niej wyższa. Brakujący materiał był dowożony z rejonu przełęczy Czerwona Studnia specjalnie zbudowaną linią kolei wąskotorowej, po której poruszały się wózki identyczne z tymi, jakich używano w podziemiach tutejszych kopalń. Była to pierwsza w ogóle naziemna linia kolejowa na terenie dzisiejszej Słowacji.
Powierzchnia zbiornika wynosiła 2,10 ha, maksymalna głębokość 11,0 m, a objętość zgromadzonej wody 157 900 m³. Wodę do zbiornika doprowadzało 5 kanałów zbiorczych o łącznej długości 8 km, głównie z ujęć na stokach sąsiednich gór: Tanádu (939 m n.p.m.) i Paradajsu (939 m n.p.m.). Zgromadzona woda napędzała różne urządzenia niedalekich zakładów górniczych: Andrzej, Maksymilian i Zygmunt.
Już w I połowie XIX w. zbiornik zaczęto wykorzystywać jako kąpielisko. Jednocześnie jednak aż do 1907 r. korzystały z niej pobliskie zakłady tytoniowe. Jeszcze przed I wojną światową wygrodzono na zbiorniku dwa drewniane baseny kąpielowe, obudowane z czterech stron również drewnianymi kabinami, służącymi za szatnie i przebieralnie. Obecnie zbiornik służy już wyłącznie celom rekreacyjnym.